# Lot-et-Garonne
Lot e Garona (em francês Lot-et-Garonne) é o departamento francês com o número ordinal 47. Está localizado no sudoeste do país na região da Nouvelle-Aquitaine e tem o nome dos rios Lot e Garona.